# Collège international Joseph-Vernier
 (mai 2018).
Le Collège international Joseph-Vernier (ou CIJV) est un établissement scolaire français du second degré situé à Nice dans les Alpes-Maritimes. 
Le CIJV propose quatre sections internationales, une section sportive, et est à l'origine de l'ONU-Nice et de l'Assemblée nationale des jeunes. Parmi ses anciens élèves, le Collège international Joseph-Vernier compte notamment Christian Estrosi, maire de Nice.

## Histoire
Le Collège international Joseph-Vernier est construit en 1896 et voit ses portes s'ouvrir en 1897, en tant qu’école communale répartie en trois bâtiments : l’école des filles, l’école des garçons et l’école maternelle. Le bâtiment reçoit son nom en hommage à Joseph Vernier, architecte niçois à qui l’on doit notamment l'Hôpital Saint-Roch, l’Église de l’Immaculée Conception du port de Nice ou encore la Place Masséna situés à Nice. 
L'école communale se voit cependant endommagée par les bombardements de 1944 et se transforme alors  en Collège dEnseignement Général, en primaire comme en collège. Par la suite, il devient Collège d’Enseignement Secondaire (ou CES) à partir de 1965 en conservant toutefois son école élémentaire jusqu’à ce que le groupe scolaire Thérèse-Roméo soit construit en 1968. Le CES Joseph Vernier se voit par la suite agrandi en 1987 ; on y ajoute une aile administrative ainsi que le Centre de Documentation et d’Information (CDI) à l’étage, et la création du bâtiment des sciences ainsi que de la cantine dans la cour. Tout cela permet d'augmenter la capacité d’accueil du collège à 700 élèves. D’autres travaux auront lieu en 2007 avec la construction, cette fois, de la salle polyvalente. 
Enfin, en 2013, il devient un Collège International par la création de quatre sections internationales : russe, arabe, italien et portugais. En plus de ces sections internationales, le Collège International Joseph Vernier offre la possibilité d’une section européenne d’anglais de la 5ème à la 3ème. En outre, il comporte également une section sportive en tennis de table.

## L'Assemblée nationale des Jeunes et l'ONU-Nice
Le Collège international Joseph-Vernier organise des manifestations comme l’ONU-Nice et l’Assemblée nationale des Jeunes (ou ANJ), qui sont des simulations destinées aux collégiens et lycéens de la Côte d'Azur. 
Les 7 et 8 décembre 2017 a eu lieu la seconde Assemblée nationale des Jeunes au Centre Universitaire Méditerranéen (CUM). Il s’agit d’une reproduction d’une Assemblée Nationale. Le but de ce projet pédagogique (basé sur le volontariat des élèves) est de mieux faire connaître aux élèves le fonctionnement et le rôle des partis politiques en France.
Les 12 et 13 avril 2018 s'est tenue la 5e conférence de l'ONU-Nice, reproduction cette fois-ci d'une séance de l'ONU. Une fois encore destiné aux collégiens et lycéens de la Côte d'Azur, cet exercice inspiré des MUN (Modèle des Nations unies), permet aux élèves de mieux appréhender les enjeux politiques des pays qu'ils représentent.
En outre, ces deux projets pédagogiques ont pour objectif d’améliorer la connaissance du monde contemporain des élèves participants et de ses enjeux, de développer leurs qualités de communication écrite comme orale, et d’offrir aux élèves la possibilité d’élargir leur horizon, de se rencontrer et d’échanger leurs idées.